# Вулиця Перекопська (Львів)
Вулиця Перекопська — вулиця у Шевченківському районі міста Львова, в місцевості Замарстинів. Пролягає від вулиці Квітової углиб забудови, до заводу хлібобулочних напівфабрикатів ПрАТ «Концерн Хлібпром» та завершується глухим кутом.

## Історія та забудова
Вулиця виникла у першій третині XX століття у складі села Замарстинів і 1930 року отримала офіційну назву Коротка, проте вже 1938 року перейменована на вулицю Прокопа, на честь польського вояка Антонія Прокопа, який загинув на Замарстинові під час боїв з українською галицькою армією у листопаді 1918 року. Сучасну назву вулиця Перекопська отримала у 1950 році, на згадку про колишнє місто Перекоп.
Забудова вулиці досить різноманітна і представлена будівлями різних періодів. Тут є конструктивістські будинки 1930-х років, двоповерхові будинки барачного типу 1950-х років, триповерхівки початку 1960-х років, нові приватні садиби.

## Цікавий факт
За твердженням дослідника історії Львова Ігоря Мельника, саме на вулиці Перекопській у 1980-х роках мешкав письменник Юрій Винничук і писав тут свій твір «Діви ночі».